# Stanislav Malina
Stanislav Malina (Brno, 24 de abril de 1926 - Strakonice, 6 de noviembre de 1964) fue un piloto checoslovaco de motociclismo, que participó en el Campeonato del Mundo de Motociclismo desde 1961 hasta su muerte en 1964.

## Biografía
Malina se inició como mecánico y conductor de prototipos en ČZ, aunque más tarde se convirtió en piloto de fábrica. En 1956 comenzó en las carreras en Uherské Hradiště y ganó en la clase de 175 cc. Ganó el título en el campeonato nacional de Checoslovaquia de 1959 en la clase de 125 cc y en 1960, acabó subcampeón por detrás de František Šťastný en 250 cc. En 1963 volvió a ganar el título de campeón nacional en 125 y 250 cc, donde perdió solo una carrera. En 1964 defendió el título de 125 cc y terminó segundo detrás de Gustav Havel de 350 cc.
Su debut en el Campeonato Mundial fue en 1961, cuando František Šťastný y él promovieron motocicletas ČZ y Jawa en carreras debutando en Gran Premio de Alemania de 125cc. Mejor las cosas le fueron en 1962 cuando anotó en todas las carreras (excepto Belfast). En su última aparición en el Mundial, consiguió un podio en el Gran Premio de las Naciones de 350cc. A lo largo de su carrera, ganó 26 carreras.
El 6 de noviembre de 1964 murió como resultado de un accidente con una motocicleta de producción. František Boček se convirtió en su sucesor en ČZ.

## Resultados en el Campeonato del Mundo
Sistema de puntuación desde 1950 hasta 1968:
| Posición | 1 | 2 | 3 | 4 | 5 | 6 |
| Puntos   | 8 | 6 | 4 | 3 | 2 | 1 |

Sistema de puntuación desde 1969 en adelante:
| Posición | 1  | 2  | 3  | 4 | 5 | 6 | 7 | 8 | 9 | 10 |
| Puntos   | 15 | 12 | 10 | 8 | 6 | 5 | 4 | 3 | 2 | 1  |

(Carreras en negrita indica pole position; carreras en cursiva indica vuelta rápida)
| Año  | Cat.  | Moto | 1     | 2      | 3     | 4     | 5       | 6     | 7       | 8     | 9       | 10    | 11     | 12    | Pts. | Pos. |
| ---- | ----- | ---- | ----- | ------ | ----- | ----- | ------- | ----- | ------- | ----- | ------- | ----- | ------ | ----- | ---- | ---- |
| 1961 | 125cc | ČZ   | ESP - | GER 10 | FRA - | IOM - | NED -   | BEL - | RDA -   | ULS - | NAT -   | SWE - | ARG -  |       | 0    | -    |
| 1962 | 125cc | ČZ   | ESP - | FRA -  | IOM 7 | NED 6 | BEL -   | GER - | ULS Ret | RDA 8 | NAT 9   | FIN - | ARG -  |       | 1    | 26.º |
| 1962 | 250cc | ČZ   | ESP - | FRA -  | IOM - | NED - | BEL -   | GER - | ULS -   | RDA - | NAT Ret |       | ARG -  |       | 0    | -    |
| 1963 | 125cc | ČZ   | ESP - | GER 10 | FRA - | IOM - | NED 8   | BEL - | ULS -   | RDA 9 |         | NAT 6 | ARG -  | JAP - | 1    | 24.º |
| 1963 | 250cc | ČZ   | ESP - | GER 5  |       | IOM - | NED 8   | BEL - | ULS -   | RDA 6 | FIN -   | NAT 5 | ARG -  | JAP - | 4    | 10.º |
| 1964 | 125cc | ČZ   | USA - | ESP -  | FRA - | IOM 4 | NED Ret |       | GER DNQ | RDA - | ULS 8   | FIN - | NAT -  | JPN - | 3    | 14.º |
| 1964 | 250cc | ČZ   | USA - | ESP -  | FRA - | IOM 4 | NED -   | BEL - | GER DNQ | RDA - | ULS 8   |       | NAT 11 | JPN - | 3    | 18.º |
| 1964 | 350cc | ČZ   |       |        |       | IOM - | NED -   | BEL - | GER -   | RDA - | ULS -   | FIN - | NAT 3  | JPN - | 4    | 11.º |